# Mgła

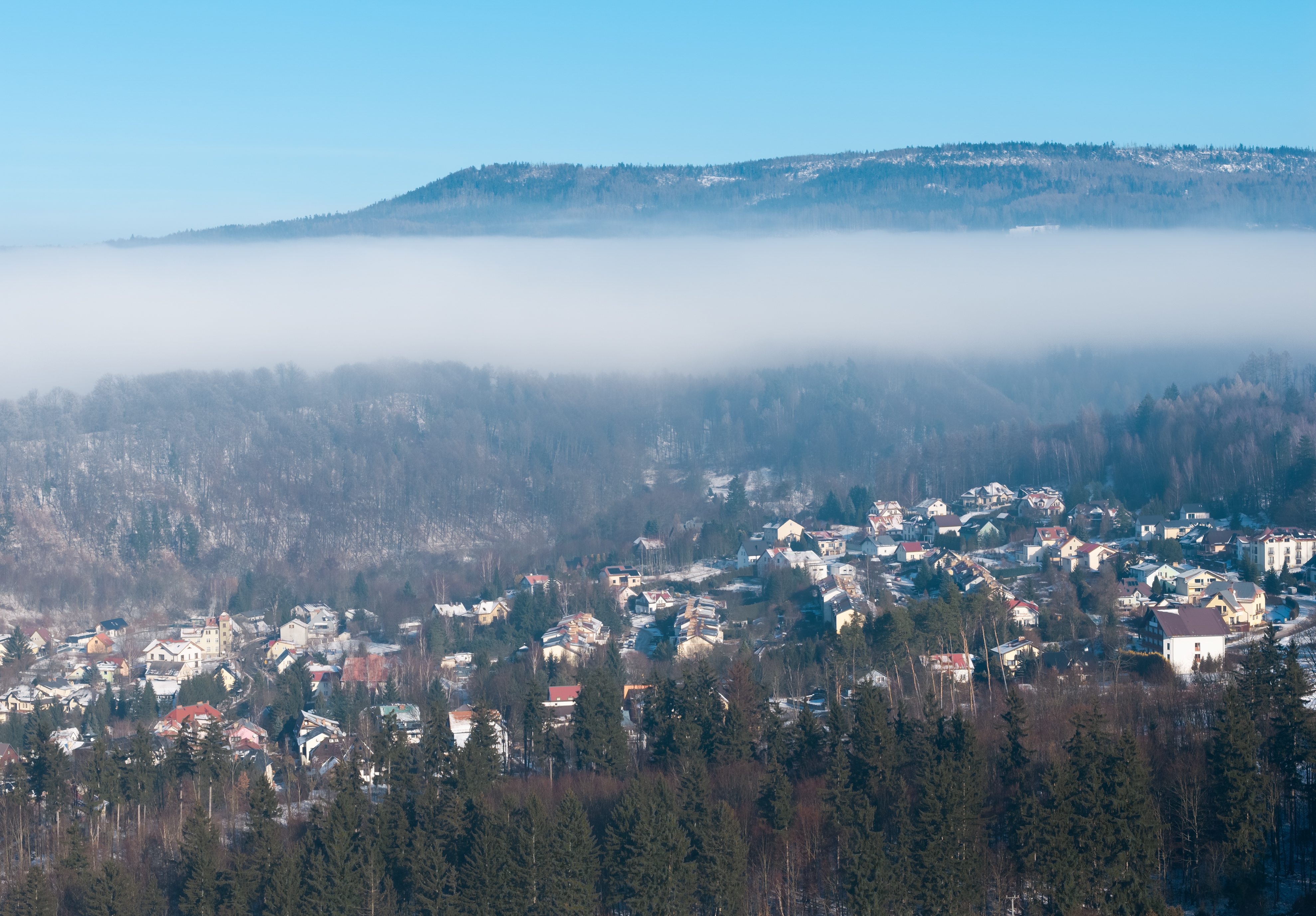
Mgła związana z inwersją temperatury, nad Kudową-Zdrójem

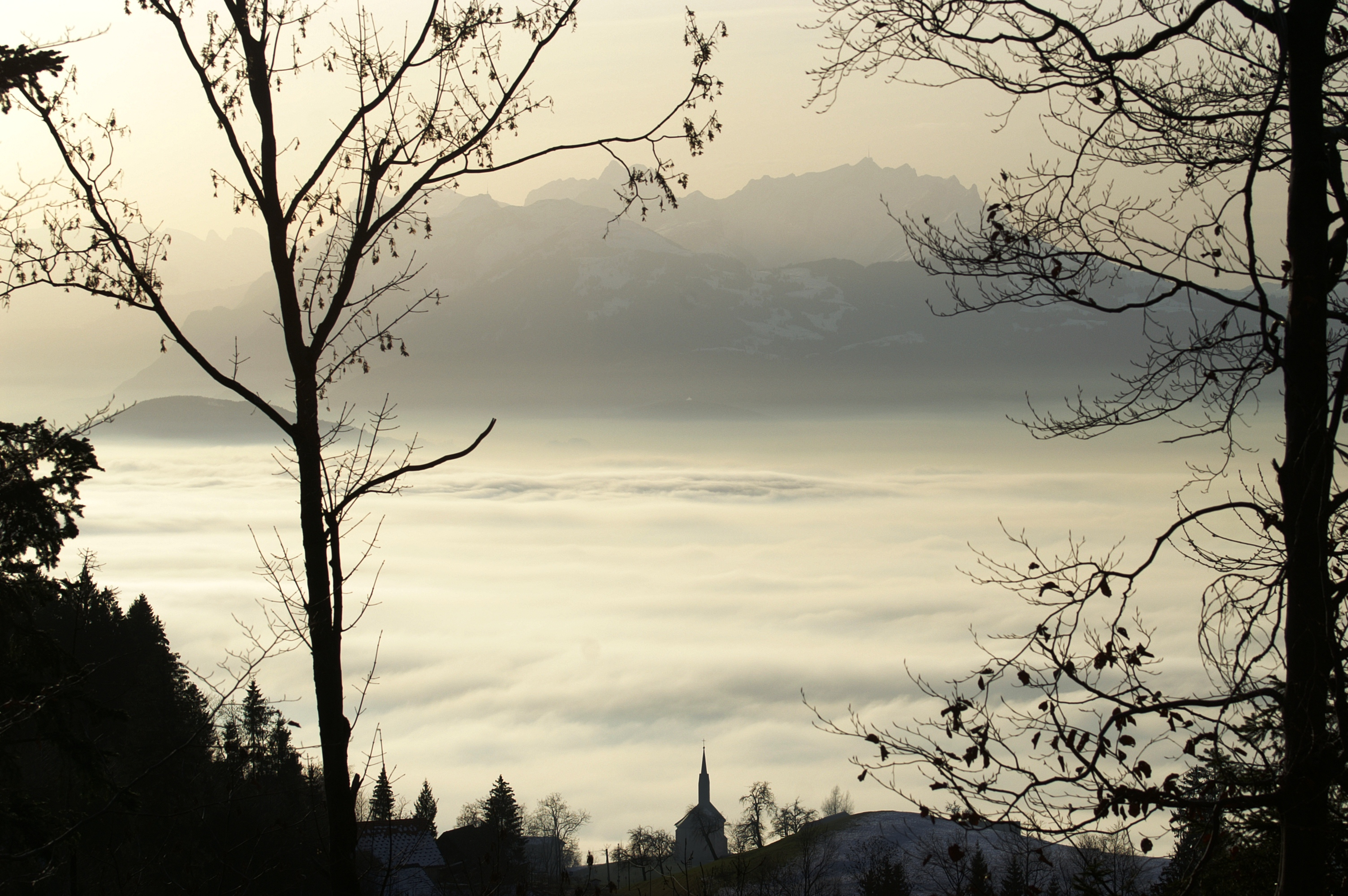
Mgła – widok z Oberfallenberg

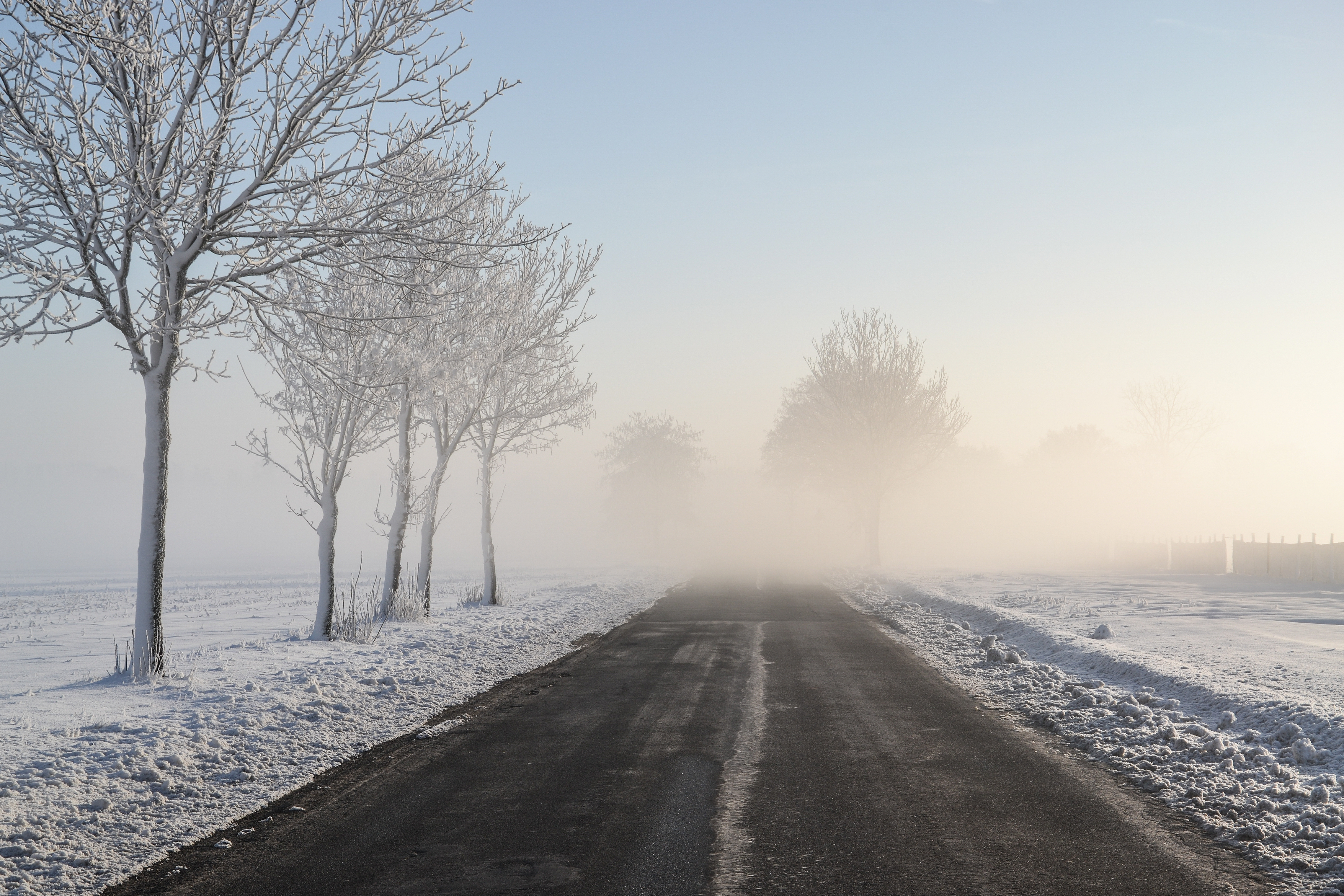
Poranna mgła zimą

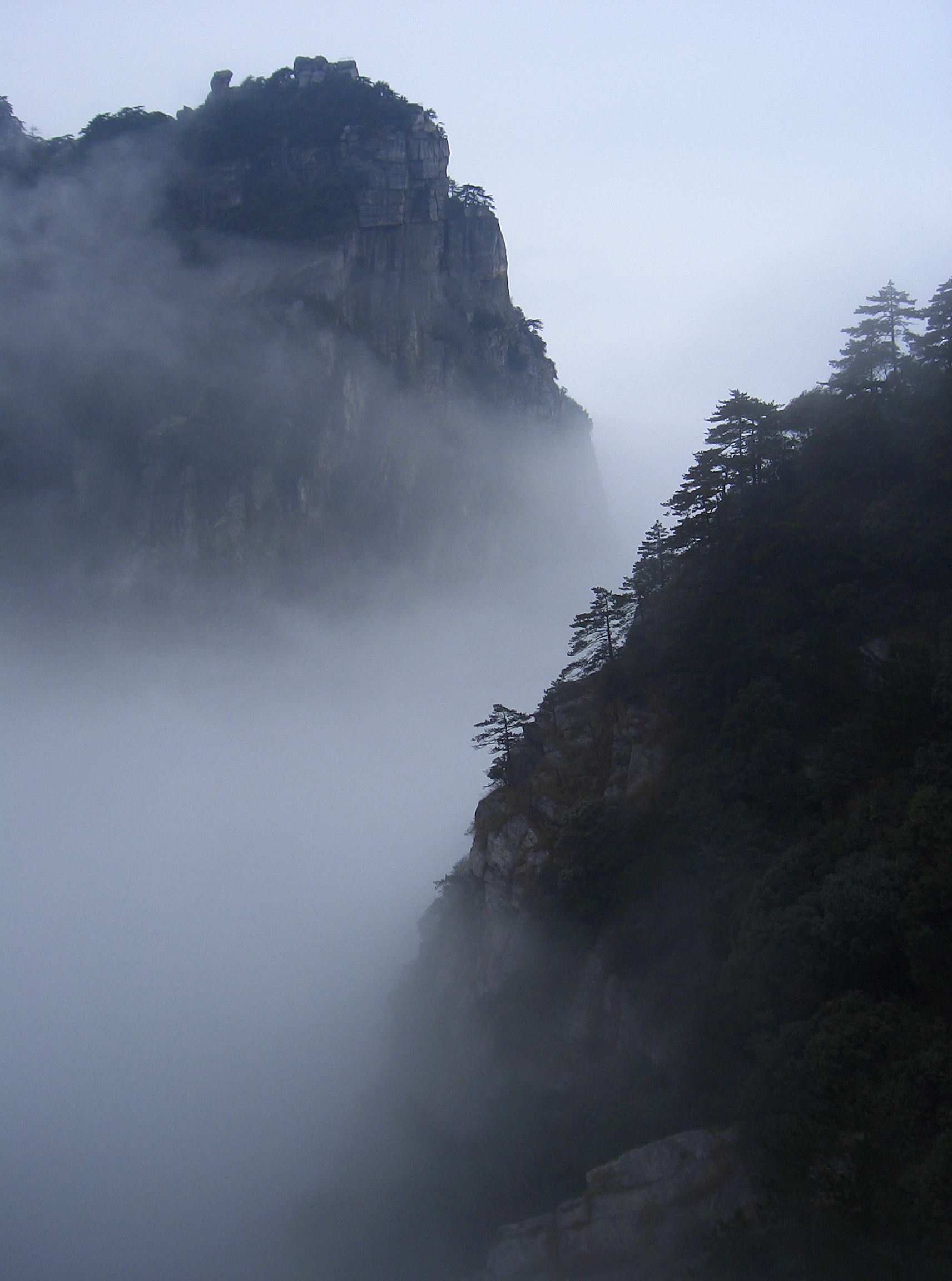
Mgła wokół góry Lushan w prowincji Jiangxi w Chinach

Mgła – naturalny, widoczny aerozol składający się z drobnych kropelek wody lub kryształków lodu zawieszonych w powietrzu w pobliżu powierzchni Ziemi, które powoduje w przyziemnej warstwie powietrza zmniejszenie widzialności poniżej 1000 m. Gdy widzialność wynosi od 1000 do 2000 m mówi się potocznie, że jest mglisto. Gdy widzialność wynosi ponad 2000 m, zjawisko nazywa się zamgleniem.

## Geneza
Mgła może występować zarówno przy temperaturze dodatniej, jak i ujemnej. Gdy temperatura jest dodatnia, mgła składa się z drobnych kropelek wody, w temperaturze poniżej 0 °C mgła może składać się z drobnych kropelek przechłodzonej wody lub kryształków lodu, ewentualnie z mieszaniny przechłodzonych kropelek wody i kryształów lodu.
1 m³ mgły zawiera od 0,05 g do 1 g wody. Przy silnej mgle (widzialność do 200 m) w 1 m³ jest 200-600 kropelek wody. Promień tychże kropelek wynosi od 0,1 do 50–60 μm. Kropelki mgły tworzą się najczęściej na jądrach kondensacyjnych produktów spalania 50%, kryształków soli 40% i cząsteczek ziemi 10%. W 80% jądra kondensacyjne mgły mają średnicę 1 μm.
Mgła różni się od chmur stratus tym, że jej podstawa styka się z powierzchnią ziemi, podczas gdy podstawa chmur jest ponad powierzchnią ziemi. Gdy kropelki mgły rosną, mgła może przekształcić się w drobny opad atmosferyczny typu mżawka. Woda zawarta we mgle może osiadać na różnych przedmiotach, tworząc osad atmosferyczny. Szczególnie groźnym zjawiskiem jest oblodzenie.

## Podział mgieł

### Ze względu na warunki powstawania
- Mgły radiacyjne (mgły z wypromieniowania)
- Mgły adwekcyjne (mgły napływowe)
- Mgły frontowe

Pozostałe
Mgła lodowa
Składa się z kryształków lodu.
Mgła orograficzna
Powstaje przez ochłodzenie wilgotnego powietrza w wyniku jego uniesienia. Tworzą się w górach, gdy powietrze unosi się wzdłuż stoku.
Mgła z wyparowania
Powstają na skutek parowania z cieplejszej powierzchni wody lub wilgotnej powierzchni. Powietrze ogrzane od powierzchni wody i nasycone parą wodną unosi się, unosząc się ochładza się, a zawarta w nim para wodna ulega skropleniu. Do tworzenia się tego rodzaju mgieł potrzebny jest normalny profil temperatury powietrza w przyziemnej/przywodnej warstwie powietrza o stosunkowo dużym pionowym gradiencie temperatury (rzędu 2–4 °C/m).
Mgła adwekcyjna
Mgła tego rodzaju powstaje w wyniku:
1. Napływu chłodnego powietrza nad znacznie cieplejszą wodę. Zjawisko to ma miejsce na krawędziach lodów arktycznych i jest nazywane „dymieniem” mórz arktycznych.
2. Gdy deszcz wypada z wyższej warstwy cieplejszego powietrza i przechodzi przez chłodną warstwę zalegającą przy powierzchni ziemi. Parowanie ciepłych kropel powoduje powstanie mgły nazywanej deszczową. Mgła z wyparowania morza jest nazywana dymieniem morza[2].

Zanieczyszczona mgła to smog.

## Symbole wykorzystywane do opisu mgły
| Symbol | Numer | Opis |
| ------ | ----- | --- |
|        | 40    | mgła (mgła lodowa) w pewnej odległości od stacji                                                                  |
|        | 47    | mgła (mgła lodowa), niebo niewidoczne, gęstnieje                                                                  |
|        | 45    | mgła (mgła lodowa), niebo niewidoczne, bez zmian w ciągu ostatniej godziny                                        |
|        | 43    | mgła (mgła lodowa), niebo niewidoczne, staje się rzadsza                                                          |
|        | 46    | mgła (mgła lodowa), niebo widoczne, gęstnieje                                                                     |
|        | 44    | mgła (mgła lodowa), niebo widoczne, bez zmian w ciągu ostatniej godziny                                           |
|        | 42    | mgła (mgła lodowa), niebo widoczne, staje się rzadsza                                                             |
|        | 28    | po mgle lub mgle lodowej                                                                                          |
|        | 12    | cienka warstwa mgły lub mgły lodowej na stacji, do 2 m na lądzie lub do 10 m na morzu – mniej lub bardziej ciągła |
|        | 11    | cienka warstwa mgły lub mgły lodowej na stacji, do 2 m na lądzie lub do 10 m na morzu – w płatach                 |
|        | 41    | mgła (mgła lodowa) w płatach                                                                                      |
|        | 48    | mgła osadzająca szadź, niebo widoczne                                                                             |
|        | 49    | mgła osadzająca szadź, niebo niewidoczne                                                                          |

Pozostałe symbole można znaleźć na stronie Mapa synoptyczna.
| Symbol | Opis                                                                      |
| ------ | ------------------------------------------------------------------------- |
| 2      | ... reper na 200 m już widoczny;                                          |
| 1      | ... reper na 200 m jeszcze nie widoczny, zaś reper na 500 m już widoczny  |
| 0      | ... reper na 500 m jeszcze nie widoczny, zaś reper na 1000 m już widoczny |

## Wpływ mgły na przyrodę
Mgła powoduje zmniejszenie ilości promieniowania i wypromieniowywania energii oraz wpływa na zmniejszenie parowania.